# Małgorzata Potocka (tancerka)
Małgorzata Potocka z domu Antoszewska (ur. 21 lutego 1948) – polska tancerka, reżyserka, choreografka i pedagożka baletu. Twórczyni teatru kabaretowo-rewiowego Sabat.

## Kariera
Absolwentka Warszawskiej Szkoły Baletowej.
Zadebiutowała w 1972 na scenie Teatru Wielkiego w Warszawie w spektaklu „Ecce homo” J. Berghmansa w reż. Josepha Lazziniego. W latach 70. stworzyła zespół „Naya-Naya”, dla którego stworzyła wiele spektakli rewiowych, estradowych i telewizyjnych wystawianych m.in. w Wiedniu, Berlinie, Nowym Jorku, Las Vegas, Londynie, Bangkoku, Rzymie, Sztokholmie.
W 1996 została odznaczona Złotym Krzyżem Zasługi za propagowanie polskiej kultury w świecie.
W 2001 stworzyła Teatr Sabat działający przy ul. Foksal 16 w Warszawie. W latach 90. z jej inicjatywy powstał Klub Tango w Warszawie, który działał przez pięć lat.

## Spektakle
- „Rewia. Moja miłość”
- „Seksbomba”
- „Arszenik i Stare Koronki”
- „Serenada Księżycowa – pamiętnik gentlemana”
- „Viva Małgosia”
- „Broadway Foksal Street”
- „Rewia Filmowa”
- „Witaj Europo”
- „Od Chopina do Moniuszki- pejzaż polskich łąk”
- „Pocałunki Świata – czyli świat bliżej nas”

## Filmografia
- 2000: Sukces – Małgosia, asystentka ciotki Mary
- 2003: Tygrysy Europy 2 – choreograf na planie reklamówki Nowaka

## Odznaczenia
- 1996 – Złoty Krzyż Zasługi.

## Życie prywatne
Czterokrotnie zamężna, mężowie: gitarzysta Krzysztof Potocki, satyryk Tadeusz Ross, aktor Marek Prażanowski. W maju 2009 wyszła za mąż za aktora Jana Nowickiego. Ślub odbył się w rodzinnej miejscowości aktora, Kowalu koło Włocławka na Kujawach. Para rozwiodła się na początku lipca 2015 roku, po 6-letnim małżeństwie. W latach 80. XX w. jej partnerem życiowym był Wojciech Gąssowski. 
W październiku 1985 wraz z nim oraz członkami grupy Sabat była jednym z zakładników porwanego przez palestyńskich terrorystów statku MS „Achille Lauro”.